# День работников санитарно-эпидемиологической службы

## Россия
Свой профессиональный праздник работники санитарно-эпидемиологической службы России празднуют ежегодно 15 сентября. В этот день отмечается День государственной санитарно-эпидемиологической службы России (раньше — День санитарно-эпидемиологической службы). 15 сентября 1922 года считается Днем становления службы в России, когда Совет народных комиссаров Российской Советской Федеративной Социалистической Республики принял Декрет «О санитарных органах Республики», которым были установлены структура, основные задачи службы. Тогда она подчинялась Совету народных комиссаров здравоохранения РСФСР и отделам здравоохранения на местах.[*]
Этим декретом вводились должности санитарных врачей «по общей санитарии», «эпидемического дела» и «санитарной статистики», а также должность «санитарного помощника». Образуются «санитарно-эпидемические подотделы» и «санитарные советы». Основными задачами являются: «санитарная охрана воды, воздуха и почвы», «санитарная охрана жилищ», «санитарная охрана пищевых продуктов», «организация противоэпидемических мероприятий», «организация борьбы с социальными болезнями», «охрана здоровья детей», «санитарная статистика», «санитарное просвещение», «участие в вопросах санитарной охраны труда и общей организации лечебно-санитарного дела».
В 2012 году приказом Роспотребнадзора от 1 августа 2012 года № 802 учреждается памятная медаль «90 лет Госсанэпидслужбе России», которым поощряют лиц, внесших значительный вклад в развитие государственной санитарно-эпидемиологической службы, обеспечение санитарно-эпидемиологического благополучия населения и защиты прав потребителей. В приказе же приводится графический образец и описание медали. На лицевой стороне медали изображение герба Роспотребнадзора и надпись «Госсанэпидслужба России 90 лет», на обратной стороне — изображена древнегреческая богиня здоровья Гигиея со змеёй и чашей и надпись на латыни высказывание Цицерона «Salus populi suprema lex esto» («Да будет благо народа высшим законом»).
Этот профессиональный праздник, по сегодняшний день не включен в официальный общероссийский перечень праздничных дат в установленном порядке, в отличие от Украины, где тоже стал официальным относительно недавно.

## Украина
«День работников санитарно-эпидемиологической службы Украины» (укр. День працівників державної санітарно-епідеміологічної служби) — национальный профессиональный праздник работников санитарно-эпидемиологической службы, который отмечается в Республике Украина каждый год, во второе воскресенье октября месяца.
Хотя СЭС была создана в стране более восьми десятилетий назад, «День работников санитарно-эпидемиологической службы» получил на Украине статус официального государственного профессионального праздника не так давно, в 2004 году, после того, как 5 октября 2004 года в столице украинской республики городе-герое Киеве, второй президент Украины Леонид Данилович Кучма, «отмечая весомый вклад работников государственной санитарно-эпидемиологической службы в обеспечении санитарного и эпидемиологического благополучия населения», подписал Указ N 1178/2004 «О Дне работников государственной санитарно-эпидемиологической службы». Указ главы государства предписывал «Установить на Украине профессиональный праздник — День работников государственной санитарно-эпидемиологической службы, который отмечать ежегодно во второе воскресенье октября».
В 2006 году, третий президент Украины Виктор Андреевич Ющенко поздравляя работников СЭС с профессиональным праздником, сказал следующие слова, которые наглядно характеризуют ответственность, которая возложена на работников этой госструктуры:

«Ваш труд — залог национальной безопасности Украины. На плечах работников санитарно-эпидемиологической службы лежит ответственность за жизнь и здоровье каждого гражданина. Именно ваша деятельность является одним из важных факторов благополучия государства. Угрозы, которые сегодня стоят перед человечеством, требуют совершенствования работы службы, внедрение научных достижений, предупреждения и преодоления опасных инфекционных заболеваний. Уверен, что вы и впредь будете с честью выполнять возложенные обязанности».

«День работников санитарно-эпидемиологической службы» не является нерабочим днём, если, в зависимости от года, не попадает на выходной.